# ایان گیلان
ایان گیلان (انگلیسی: Ian Gillan زاده ۱۹ اوت ۱۹۴۵) خواننده و ترانه‌سرای انگلیسی است.
او بیشتر به عنوان خواننده اصلی و نویسنده متن آهنگ‌های دیپ پرپل شناخته شده‌است. وی همچنین برای یک دوره کوتاه و به‌جای رانی جیمز دیو با بلک سبث همکاری کرده‌است.

## جوایز
- نشان افتخار جمهوری ارمنستان

## آلبوم‌های شخصی(لایو و استودیو)
| نام آلبوم                      | سال انتشار |
| ۱. Naked Thunder               | ۱۹۹۰       |
| ۲. Toolbox                     | ۱۹۹۱       |
| ۳. Cherkazoo and Other Stories | ۱۹۹۲       |
| ۴. Dreamcatcher                | ۱۹۹۷       |
| ۵. Gillan's Inn                | ۲۰۰۶       |
| ۶. Gillan's Inn(Tour Edition)  | ۲۰۰۷       |
| ۷. Live in Anaheim             | ۲۰۰۸       |